# ISelect
iSelect (o iSelectBowie) è un album discografico compilation del musicista rock britannico David Bowie, pubblicato il 29 giugno 2008 in Gran Bretagna ed Irlanda soltanto (successivamente distribuito anche in altri Paesi).

## Il disco
Il CD è una collezione dei brani preferiti dallo stesso Bowie, scelti personalmente dal musicista.
Nel concepire l'idea del disco, Bowie si discostò dall'abituale struttura del greatest hits per presentare invece una selezione di pezzi a lui particolarmente graditi, includendo solamente tre singoli (Life on Mars?, Loving the Alien e Time Will Crawl). In aggiunta, la versione di Time Will Crawl inclusa sull'album è un remix ad opera dell'ingegnere del suono Mario J. McNulty, con svariate parti registrate ex novo per modificare il sound della traccia, ritenuta da Bowie troppo datata nella versione originale inclusa all'epoca sull'album Never Let Me Down, disco del 1987 particolarmente detestato da Bowie.
La compilation è l'unica raccolta ufficiale a contenere la traccia Some Are, bonus track inclusa solamente nella ristampa dell'album Low da parte della Rykodisc nel 1991. Inoltre sono presenti anche un medley dei brani Sweet Thing e Candidate, e la "reprise" di Sweet Thing, presentati come un'unica traccia ininterrotta, invece che come pezzi separati inclusi nelle precedenti versioni in CD dell'album Diamond Dogs.

## Tracce
1. Life on Mars? (da Hunky Dory) – 3:49
2. Sweet Thing/Candidate/Sweet Thing (Reprise) (da Diamond Dogs) – 8:47
3. The Bewlay Brothers (da Hunky Dory) – 5:23
4. Lady Grinning Soul (da Aladdin Sane) – 3:51
5. Win (da Young Americans) – 4:44
6. Some Are (bonus track presente solo nella ristampa del 1991 di Low[4]) – 3:13
7. Teenage Wildlife (da Scary Monsters (and Super Creeps)) – 6:51
8. Repetition (from Lodger) – 3:01
9. Fantastic Voyage (da Lodger) – 2:54
10. Loving the Alien (da Tonight) – 7:08
11. Time Will Crawl (MM Remix) (la versione originale è in Never Let Me Down) – 4:54
  - Contiene 30 secondi di silenzio alla fine della traccia.
12. Hang On to Yourself (Live) (da Live Santa Monica '72) – 3:06